# Martín Bengoa
Martín Bengoa Díez (Ochandiano, Vizcaya, 21 de noviembre de 1994) es un futbolista español que juega en la demarcación de centrocampista.

## Biografía
Martín llegó en 2008 al Athletic Club procedente de la Real Sociedad. Cuatro años más tarde dio el salto al Club Deportivo Basconia, donde pasó dos temporadas jugando en Tercera División. En 2015, en su primera temporada en el Bilbao Athletic, logró el ascenso a Segunda División con el filial rojiblanco dando un buen rendimiento con cuatro tantos. Sin embargo, apenas pudo jugar tres encuentros en la campaña 2015-16 por diversos problemas en la rodilla. De cara a la temporada 2016-17, ya con el filial de vuelta en Segunda B, fue un fijo en alineaciones logrando cinco tantos.
En julio de 2017, después de finalizar su contrato con el Athletic Club, se incorporó al Deportivo Fabril. Para la temporada 2018-19 firmó por la SD Leioa aunque, en enero de 2019, decidió aceptar la oferta del Chabab Rif Al Hoceima para debutar en la máxima competición de Marruecos. El equipo marroquí acabó descendiendo de categoría así que, en julio de 2019, fichó por el Mogreb Atlético Tetuán por dos temporadas.
Tras abandonar el cuadro marroquí en enero de 2021, fichó por el Anagennisi Karditsa en agosto. El 8 de agosto de 2022, después de varios años en el extranjero, firmó por la SD Gernika de la Segunda Federación.

## Clubes
| Club                       | País      | Año         |
| -------------------------- | --------- | ----------- |
| Club Deportivo Basconia    | España    | 2012 - 2014 |
| Bilbao Athletic            | España    | 2014 - 2017 |
| Real Club Deportivo Fabril | España    | 2017 - 2018 |
| Sociedad Deportiva Leioa   | España    | 2018        |
| Chabab Rif Al Hoceima      | Marruecos | 2019        |
| Mogreb Atlético Tetuán     | Marruecos | 2019 - 2021 |
| Anagennisi Karditsa        | Grecia    | 2021 - 2022 |
| SD Gernika                 | España    | 2022 - 2023 |
| Club Deportivo Izarra      | España    | 2023 - 2024 |